# Lac du Pays Baché
Le lac du Pays Baché est un lac pyrénéen français situé administrativement dans la commune d’Aragnouet dans le département des Hautes-Pyrénées en région  Occitanie.
C’est un lac naturel qui a une superficie de 1 ha pour une altitude de 2 870 m.

## Toponymie
Le nom viendrait d'un chasseur d'isard se nommant Caubet et surnommé Pays Baché. En 1840, durant une chasse, accompagné de trois autres chasseurs, Caubet tomba dans une crevasse du glacier du même nom à environ 200 m du pic Maubic. Son corps fut retrouvé 28 ans plus tard en 1868 au niveau du front glaciaire par un groupe de chasseurs. Ainsi le glacier et le lac à l'est du pic Long devinrent le Pays Baché.

## Géographie
Le lac est situé en vallée de Port Bielh Bastan, en vallée d'Aure, dans la réserve du Néouvielle dans le sud du département français des Hautes-Pyrénées dans le massif du Néouvielle.

Il est entouré de nombreux pics comme le Pic Long (3 192 m), le pic Badet (3 160 m), le Pic Maou (3 074 m) , le Pic de Campbieil (3 173 m) entre la crête de Hourgade et la Montagne de Pichadères.

### Topographie
|                       |                    |                                |
| Pic Long (3 192 m),   | lac du Pays Baché  | Port de Campbieil (2 596 m)    |
| Glacier de Pays Baché | Pic Maou (3 074 m) | Gourg de Cap de Long (2 845 m) |

### Hydrologie
Le lac est alimenté par les eaux du glacier de Pays-Baché qui s’évacuent sur le ruisseau de Cap de Long.

## Protection environnementale
Le lac est situé dans le parc national des Pyrénées.
Le lac fait partie d'une zone naturelle protégée, classée ZNIEFF de type 1 : Réserve du Néouvielle et vallons de Port-Bielh et du Bastan

## Voies d'accès
Le lac est accessible par le versant est prendre le sentier au bord du lac de Cap de Long côté sud et prendre le sentier le long du ruisseau de Cap de Long.